# Shen Yunbao
Shen Yunbao (chinesisch 郭凡; * 28. Juli 1976) ist ein ehemaliger chinesischer Leichtathlet, der sich auf den Sprint spezialisiert hat. Seinen größten Erfolg feierte er mit der Gewinn der Goldmedaille in der 4-mal-100-Meter-Staffel bei den Asienmeisterschaften 2003 in Manila.

## Sportliche Laufbahn
Erste Erfahrungen sammelte Shen Yunbao vermutlich im Jahr 2002, als er bei den Asienmeisterschaften in Colombo in 10,70 s den fünften Platz im 100-Meter-Lauf belegte. Anschließend gelangte er bei den Asienspielen in Busan mit 10,43 s auf den sechsten Platz und gewann mit der chinesischen 4-mal-100-Meter-Staffel in 39,09 s gemeinsam mit Chen Haijian, Yin Hanzhao und Han Chaoming die Bronzemedaille hinter den Teams aus Thailand und Japan. Im Jahr darauf schied er bei den Hallenweltmeisterschaften in Birmingham mit 6,76 s in der ersten Runde im 60-Meter-Lauf aus und im August startete er mit der Staffel bei den Freiluftmeisterschaften in Paris und kam dort mit 39,28 s nicht über den Vorlauf hinaus. Anschließend belegte er bei den Asienmeisterschaften in Manila in 10,51 s den siebten Platz über 100 Meter und siegte mit der Staffel in 39,22 s gemeinsam mit He Jun, Yang Yaozu und Chen Haijian. 2004 gewann er bei den erstmals ausgetragenen Hallenasienmeisterschaften in Teheran in 6,79 s die Bronzemedaille über 60 Meter hinter dem Iraner Abdolghaffar Saghar und To Wai Lok aus Hongkong und im Jahr darauf belegte er bei den Hallenasienspielen in Bangkok in 6,89 s den vierten Platz. Bis 2009 trat er noch bei nationalen Wettkämpfen an, ehe er seine aktive sportliche Karriere im Alter von 33 Jahren beendete.
2004 wurde Shen chinesischer Meister im 100-Meter-Lauf.

## Persönliche Bestzeiten
- 100 Meter: 10,23 s (0,0 m/s), 1. August 2004 in Tianjin
  - 60 Meter (Halle): 6,62 s, 22. Februar 2004 in Peking
- 200 Meter: 20,63 s (−0,8 m/s), 18. Juli 2004 in Peking
  - 200 Meter (Halle): 21,70 s, 17. Februar 2003 in Tianjin